# La Cambe
La Cambe er en kommune i departementet Calvados i regionen Basse-Normandie i det nordvestlige Frankrig.

## Seværdigheder og monumenter
Tysk krigskirkegård fra 2. verdenskrig på 2 ha med 21.222 soldatergrave fra kampene i 1944. I nærheden af kirkegården ligger den 3 ha store Jardin de la Paix.
På kirkegården finder man bl.a. gravstedet for Adolf Diekmann, som gav ordre til massakren i Oradour.

## Eksterne kilder
- La Cambe på l'Institut géographique national Arkiveret 9. juni 2008 hos  Wayback Machine
- Den tyske krigskirkegård fra 2. verdenskrig Arkiveret 11. februar 2009 hos  Wayback Machine (tysk)